# اچ‌ام‌اس بلیکو (۱۷۵۸)
اچ‌ام‌اس بلیکو (۱۷۵۸) (به انگلیسی: HMS Belliqueux (1758)) یک کشتی است که طول آن ۱۵۷ فوت ۱۰ ۱⁄۲ اینچ (۴۸٫۱ متر) می‌باشد. این کشتی در سال ۱۷۵۶ ساخته شد.